# Stina Hergin
Hanna Ingrid Stina Hergin, född Ericsson 1 mars 1911 i Vimmerby landsförsamling; död 27 december 2002 i Täby församling i Stockholms län, var en svensk översättare. 
Stina Hergin var syster till barnboksförfattaren Astrid Lindgren och efter att denna 1947 blivit förlagsredaktör på Rabén & Sjögren kom Hergin huvudsakligen att ägna sig åt att översätta barn- och ungdomsböcker. Hon översatte från engelska och tyska och (i mindre utsträckning) från danska och norska. Under sin yrkesverksamma tid, fram till mitten av 1970-talet, blev det runt 200 böcker. På sin ålders höst skrev hon också en liten självbiografisk bok, Det var en gång en gård: Stina i Bullerbyn berättar (Huskvarna: Boa i Näs, 2001).
Hon var dotter till lantbrukaren Samuel August Ericsson och hans hustru Hanna, född Jonsson, och hennes övriga syskon var politikern Gunnar Ericsson och översättaren Ingegerd Lindström. Hon gifte sig 1938 med journalisten och författaren Hans Hergin (1910–1988).

## Översättningar (urval)
- Leo Margulies: Tre voro flaggorna (The flags were three) (Geber, 1946)
- Mary Stolz: Nästan vuxen (Ready or not) (Rabén & Sjögren, 1955)
- Lucy Maud Montgomery: Anne på egen hand (Anne of Windy Poplars) (Gleerup, 1954)
- Philippa Pearce: Mysteriet vid midnatt (Tomʼs midnight garden) (1960)
- Hans Peter Richter: Aldrig mer (Damals war es Friedrich) (Rabén & Sjögren, 1963)
- Barbara Sleigh: Jessamy (1968)[3]